# Universal James
Universal James è un album in studio del cantante statunitense James Brown, pubblicato nel 1993.

## Tracce
1. Can't Get Any Harder – 3:54
2. Just Do It – 4:36
3. Mine All Mine – 4:14
4. Watch Me – 3:57
5. Georgia-Lina – 5:03
6. Show Me Your Friends – 5:03
7. Everybody's Got a Thang – 3:57
8. How Long – 5:29
9. Make It Funky 2000 – 4:57
10. Moments – 8:04